# Białystok Zielone Wzgórza
Białystok Zielone Wzgórza – przystanek osobowy na osiedlu Zielone Wzgórza w Białymstoku w województwie podlaskim w Polsce. Przystanek posiada dwa perony, a jego budowa została zrealizowana w związku z modernizacją linii kolejowej nr 6 Zielonka – Kuźnica Białostocka na odcinku Czyżew – Białystok, będącej częścią linii kolejowej E75, tzw. Rail Baltiki.
Z racji bliskiego położenia, przystanek zastąpił zlikwidowany w styczniu 2023 roku przystanek osobowy Białystok Wiadukt. Przystanek został otwarty 3 września 2023 roku.

## Otoczenie
Przystanek położony jest częściowo na wiadukcie kolejowym nad Trasą Niepodległości. W bliskiej odległości zlokalizowana jest pętla autobusowa "Zielone Wzgórza", z której odjeżdża kilka linii autobusowych oraz przejście podziemne łączące osiedla Zielone Wzgórza i Starosielce z osiedlem Nowe Miasto.  